# ЗІЛ-138
ЗІЛ-138 - радянський вантажний автомобіль виробництва Заводу імені Лихачова, що працює на газовому паливі, на базі ЗІЛ-130.
Споряджена маса 4415 кг, повна маса 9640 кг. Зовні вантажівка відрізняється від базового ЗІЛ-130 балоном червоного кольору зі зрідженим газом. На автомобілі встановлений 10-літровий бензиновий бак. Серійний ЗІЛ-130 може бути переобладнаний в ЗІЛ-138 силами авторемонтних заводів за допомогою комплекту заводських деталей.

## Двигун
V-образний 8-циліндровий двигун працює на газу марки «Технічний пропан» (ГОСТ 10196-62) чи природний газ. І на бензині А-76 протягом короткого часу. Потужність 150 л. с. при 3200 обертах в хвилину, степінь стиснення 8. Також відрізняється головками блоку цилиндрів  зменшеними камерами згоряння для збільшення степені зтиснення, і встановленим замість карбюратора газового змішувача.

## Газове обладнання
Газ знаходиться в балоні в двох фазах: 90 % об'єму рідкої фази и 10 % об'єму парової фази. Їх суміш через трубопроводи йде до вентиля, потім в випаровувач, де вся суміш перетворюється в пар. Потім пар проходить через фільтри для очищення від смолистих речовин і механічного бруду і поступає в редуктор.
Редуктор — це двоступенчатий автоматичний діафрагмений регулятор тиску з важільною передачою тиску від діафрагми до клапанів. Перша ступінь працює при високому, друга при низькому тиску. Редуктор знижує тиск газу, регулює кількість палива при різних обертах двигуна при допомозі економайзера.
ГБО під природний газ (метан) і для роботи на зниженому газі(пропано-бутанова суміш), відрізняється першою степінню. Для роботи на пропані встановлений випаровувач, для роботи на метані встановлений редуктор високого тиску, з підігрівом від вихлопних газів. В наслідку підігрів здійснювався від системи охолодження. Ця система перейшла на модель ЗІЛ 431610.

Після редуктора газ поступає на змішувач, де формується газоповітрянна живлююча суміш. Газовий змішувач встановлений на впускному колекторі двигуна. Змішувач об'єднаний з приводом пневмоцентробежного обмежувача частоти обертання колінчастого вала